# Edward Burra

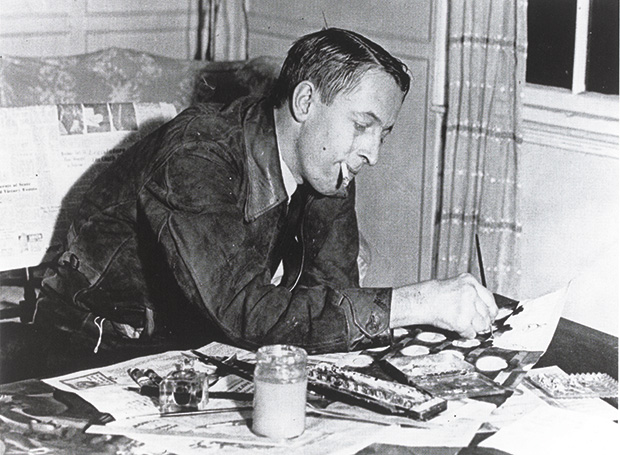
Edward Burra in den 1930er-Jahren

Edward Burra (* 29. März 1905 in London; † 22. Oktober 1976 in Hastings) war ein britischer Maler.

## Leben

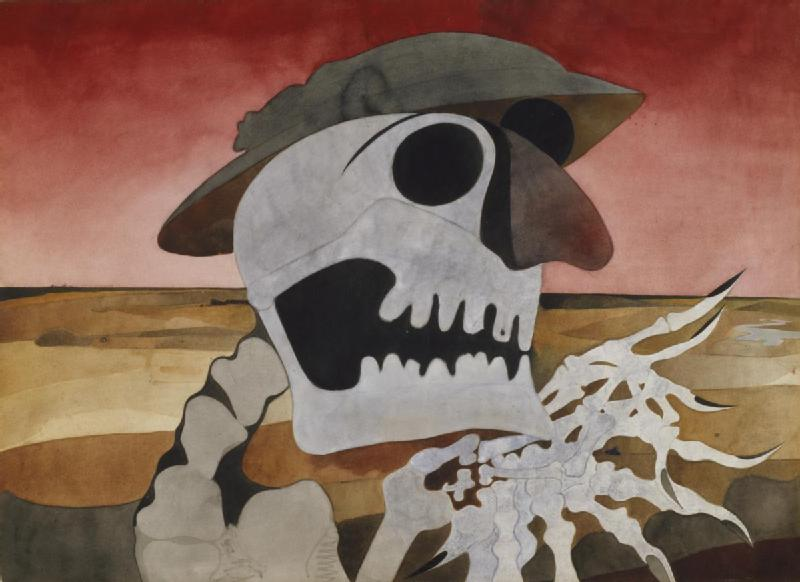
Edward Burra: Skull in a Landscape, 1946. Imperial War Museum, London

Edward Burra wuchs als Sohn eines wohlhabenden Anwalts in einem Landhaus in der Nähe der Kleinstadt Rye in Sussex auf. Eine Anämie schwächte seine Gesundheit, weswegen er Privatunterricht erhielt. Dazu zählte auch eine Kunstausbildung, in der Burra schon früh Talent erkennen ließ. Die Rebellion gegen das einengende Provinzleben sowie gegen seinen schwachen Körper prägten Burra. Von 1921 bis 1923 besuchte er das Royal College of Art in London und anschließend bis 1924 die Chelsea School of Art. Das Leben in der Großstadt während der Roaring Twenties faszinierte ihn. Hier fand er die Motive, die sich durch sein künstlerisches Schaffen der nächsten Jahre hindurch erhielten.
1927 reiste Edward Burra nach Frankreich. Das Reisen wurde zu seiner großen Leidenschaft und war seine Inspiration. In Toulon und Marseille fand er das Hafenmilieu vor, das mit seinen Kneipen, rauen Matrosen und Prostituierten sein Werk in dieser Zeit ausmachte. Zu seinen Reisen brach er meist spontan auf, ohne jemandem mitzuteilen, dass – und wohin – er reiste. In Marseille bekam er 1931 den Auftrag, für ein Ballett das Bühnenbild zu gestalten. An dieser Form der Kunst fand Burra gefallen; er betätigte sich später noch öfter als Bühnenbildner. 1933 folgte eine Reise nach New York. Dort wohnte er in Harlem, dessen Alltag das Motiv seiner Gemälde wurde. Auf weiteren Reisen fand Burra immer neue Motive. In Spanien faszinierte ihn das Temperament und die Spontaneität der Menschen.
Die politischen Unruhen im Vorfeld des spanischen Bürgerkrieges beendeten seine Aufenthalte dort. Hier kamen düstere Motive, Hass und Gewalt, in seinen Bildern auf. Im Zweiten Weltkrieg verschärfte sich diese Tendenz. Er wurde Mitglied der British Surrealist Group. Der vom Krieg am Reisen gehinderte Burra wurde depressiv, und mit ihm seine Bilder. Auch sein Durchbruch als bekannter Künstler nach einer Ausstellung in einer renommierten Galerie vermag ihn genauso wenig aufzuheitern wie die wirtschaftliche Sicherheit durch einen Vertrag mit der Lefevre Gallery in London. Aus seiner Verachtung für die heuchlerische und spießige Kunstszene machte er keinen Hehl.
Nach dem Krieg nahm Edward Burra das Reisen wieder auf. Allerdings wandelte sich sein Interesse. Er begann, sich von menschlichen Motiven abzuwenden und Landschaftsbilder zu malen. Nach dem Tod seines Vaters 1958 und seiner Mutter 1968 zog er – statt in die Villa – in ein Gärtnerhaus auf dem Anwesen seiner Eltern. 1976 starb er, von Krankheit geschwächt, im Krankenhaus.

## Werk
Edward Burra malte hauptsächlich Aquarelle. Sein Stil zeichnete der satte Farbauftrag sowie die klaren Konturen aus. Die Motive sind sachlich distanziert wiedergegeben. 1929 begann er mit Collagen aus Zeitungsausschnitten zu experimentieren. Im Jahr darauf traten collagenhafte Malereien an deren Stelle. Seine Kompositionen setzen sich aus ohne Luft-, Farb- oder Zentralperspektive angeordneten Teilen zusammen. Ein bekanntes Aquarell mit Tusche Zoot Suits entstand im Jahre 1948.
In seinen Werken erkennt man den Einfluss von George Grosz: sarkastische Sozialkritik und sachliche Ironie bestimmen die Darstellung. Auch schwarzer Humor in alptraumhaften Arrangements treten auf. In den Nachkriegsjahren beginnt Burra seine Gestalten transparent zu zeichnen, bis er sich schließlich ganz von der Darstellung von Menschen verabschiedet.